# Martin Rolinski
Martin Andrzej Rolinski (23 giugno 1982) è un cantante svedese, ex membro del gruppo BWO.

## Biografia
È di origini polacche.
Ha iniziato la propria carriera nel 2002 partecipando all'edizione svedese del talent-show musicale Postars.
Nello stesso periodo è stato scelto da Alexander Bard per far parte del gruppo pop BWO, ai tempi chiamato Bodies Without Organs, insieme a Martina Schiptjenko.
Il gruppo si è sciolto nel 2010.
Nel 2013 ha partecipato al Melodifestivalen.